# Euscelidia longibifida
Euscelidia longibifida là một loài ruồi trong họ Asilidae. Euscelidia longibifida được Dikow miêu tả năm 2003. Loài này phân bố ở vùng nhiệt đới châu Phi.